# Johnny Lombardi
Johnny Barbalinardo Lombardi (Toronto, 4 dicembre 1915 – Toronto, 18 marzo 2002) è stato un editore e imprenditore canadese, fondò una radio e fu un pioniere delle trasmissioni multiculturali in Canada.
Figlio di immigrati italiani (originari di Pisticci, in Provincia di Matera, il padre si chiamava Leonardo Barbalinardo, (chi ha cambiato il suo cognome in Lombardi), era nato nella Little Italy di Toronto che allora corrispondeva al quartiere di College. Era un trombettista che suonò in una band dell'Ontario negli anni '30 e servì nell'esercito canadese durante la seconda guerra mondiale ricevendo diverse decorazioni e onori, tra le quali la medaglia d'oro al valore militare diventando un eroe nazionale.
Nel 1966 cominciò a trasmettere con una sua radio la CHIN, che fu la prima stazione radio a trasmettere programmi per le minoranze linguistiche in Canada.
Oggi la Chin è una delle principali stazioni radio di Toronto e di Ottawa, certamente la più grossa emittente multiculturale e trasmette programmi in oltre 32 lingue.
A lui è intitolata la Piazza-Anfiteatro di Pisticci.
A College street a Toronto, nei pressi della sede storica della CHIN, c'è un monumento in bronzo che lo ritrae, con la dicitura "Piazza Johnny Lombardi".